# Phytomyza marginella
Phytomyza marginella är en tvåvingeart som beskrevs av Fallen 1823. Phytomyza marginella ingår i släktet Phytomyza och familjen minerarflugor.
Artens utbredningsområde är Sverige. Arten är reproducerande i Sverige. Inga underarter finns listade i Catalogue of Life.